# GLUE (싱글)
《GLUE》는 대한민국의 여성 음악 그룹 나인뮤지스의 세 번째 디지털 싱글이다. 2013년 12월 4일에 발매되었다. 멤버 류세라, 이샘, 은지가 나인뮤지스로 마지막으로 참여한 앨범이다.

## 트랙 리스트
| #  | 제목            | 작사   | 작곡                   | 편곡           | 재생 시간 |
| -- | --------------- | ------ | ---------------------- | -------------- | --------- |
| 1. | 〈글루 (Glue)〉 | 송수윤 | 한재호, 김승수, 고남수 | 고남수, 홍승현 | 3:12      |

## 차트 성적
음원 부문에서는 가온 디지털 차트 주간 24위, 월간 45위를 기록하였다.